# Friedrich Wilhelm von Reden
Friedrich Wilhelm Otto Ludwig Freiherr von Reden (pseudonym Friedrich Wiemund), född 11 februari 1804 i Gut Wendlingshausen, furstendömet Lippe, död 12 december 1857 i Wien, var en tysk friherre och statistiker.
Reden behandlade företrädesvis järnvägs- och finansstatistiken. Bland hans arbeten kan nämnas Die Eisenbahnen Deutschlands (elva band, 1843–1847) och Allgemeine vergleichende Finanzstatistik (fyra band, 1851–1856).